# Autódromo Internacional do Algarve
L'Autódromo Internacional do Algarve, conegut també com a circuit de Portimão, és un circuit de curses situat a prop de Portimão, a la regió de l'Algarve del sud de Portugal.

## Història

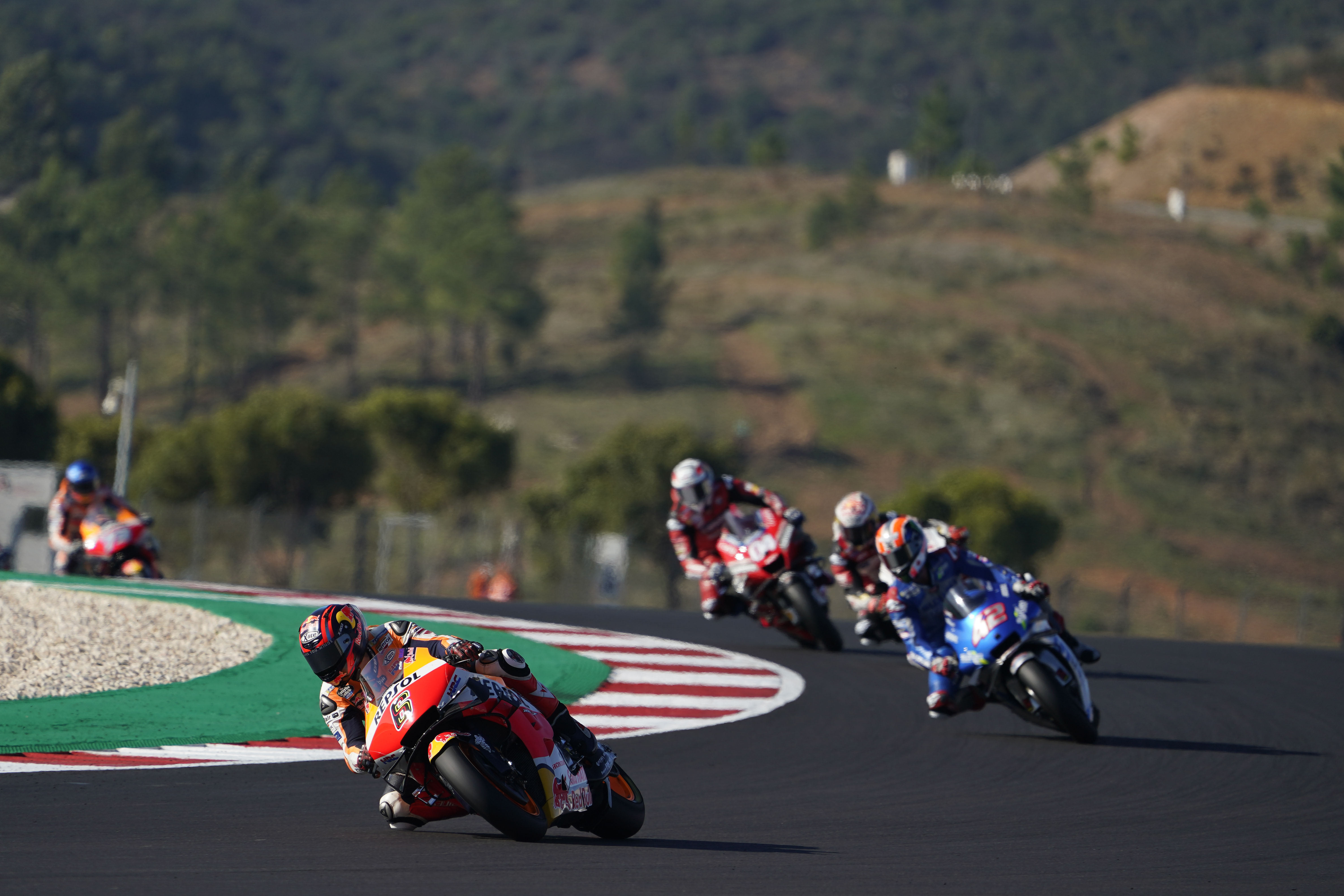
La cursa de MotoGP del GP del 2020

Amb un cost d'uns 195 milions d'euros, el circuit es va inaugurar a l'octubre del 2008 i va rebre l'aprovació de la FIM i de la FIA. Va acollir la seva primera competició oficial el 2 de novembre de 2008 amb la celebració de l'última ronda del Campionat del Món de Superbike, en la qual es va produir el comiat de les competicions del múltiple campió del món Troy Bayliss, qui va dominar tant la cursa 1 com la 2 de l'esdeveniment.
Portimão ha acollit el Gran Premi de Portugal de motociclisme del 2020 al 2023. Pel que fa a la Fórmula 1, en va acollir per primera vegada el Gran Premi de Portugal la temporada del 2020, quan fou afegit al calendari per la FIA per tal de garantir un cert nombre de curses durant el campionat, afectat per la pandèmia de la COVID-19. El circuit també es va afegir al calendari la temporada següent a causa de la cancel·lació del Gran Premi del Vietnam.

## Característiques
La pista té una longitud de 4,684 km i 16 revolts, amb 64 possibles variacions respecte a la configuració original. La instal·lació està flanquejada per una pista de kàrting, un parc tecnològic, un hotel de cinc estrelles, un complex esportiu i diversos apartaments. Es tracta d'una "ciutadella del esports de motor" que ocupa una superfície d'unes 300 ha als turons que envolten la localitat portuguesa.
El rècord absolut del circuit, establert per Valtteri Bottas amb un Mercedes en la classificació per al Gran Premi de Portugal del 2020, és d'1'16"466.

### Configuracions del traçat

Circuit de Gran Premi amb xicana (2008–2019)
Circuit de Gran Premi (2008–actualitat)
Circuit de motociclisme (2008–actualitat)